# Jean Lacrampe
Jean Lacrampe, né le 9 juillet 1757 à Argelès-Gazost et mort le 22 nivôse an XI (12 janvier 1803) à Paris, est un homme politique de la Révolution française. 

## Biographie
Son père est docteur en médecine. En 1791, il épouse Jeanne-Eulalie Dintrans, cousine éloignée de Bertrand Barère. 
Lacrampe est élu député, le sixième et dernier, du département des Hautes-Pyrénées à la Convention nationale en septembre 1792. Il siège dans les rangs de la Plaine. Il est élu suppléant du Comité d'Examen des comptes, suppléant du Comité des Finances et suppléant du Comité de Sûreté générale. Au procès de Louis XVI, il vote la mort avec appel au peuple. Il vote en faveur de la mise en accusation de Marat mais il est absent au rétablissement de la Commission des Douze.
Il passe au Conseil des Cinq-Cents le 22 vendémiaire an IV. Favorable au coup d'État du 18 Brumaire, il siège au Corps législatif jusqu'à son décès en 1803.